# Moojan Asghari
Moojan Asghari, née en 1989 à Téhéran (Iran), est une entrepreneuse franco-iranienne, conférencière et militante pour la présence des femmes dans le milieu de l'intelligence artificielle. Elle est cofondatrice de l'association Women in AI.

## Biographie
Moojan est née en 1989 à Téhéran, en Iran, d'une famille cultivée. Son père est architecte, sa mère est directrice de l'Académie de langue et littérature persanes (en), et sa tante est ingénieure mécanique. Elle en développe une appétence pour les sciences.

### Formation
Encouragée par ses parents, Moojan entre à l'Université iranienne de sciences et technologies (en),. Les études d'ingénierie mécanique ayant été interdites aux femmes, elle se rabat sur un parcours d'ingénierie industrielle,. Elle y obtient son diplôme en 2011.
Au cours de l'année 2012, en raison des tensions entre l'Iran et les États-Unis et des difficultés croissantes pour les iraniennes de devenir entrepreneuses, Moojan rejoint Paris où elle intègre l'EDHEC Business School. Elle y obtient un MSc en Corporate Finance & Banking en 2015.
En 2016, lors d'un hackathon sur l'IA organisé à l'école d'informatique 42, elle remarque que la parité dans la participation est encore un objectif lointain, la majorité des participants étant des hommes blancs.

### Women in AI
En 2017, à Paris, elle co-fonde l'association Women in AI,, visant à promouvoir la présence des femmes dans le secteur de l'intelligence artificielle, avec Caroline Lair, fondatrice de The Good AI, et Hanan Salam, experte en IA et entrepreneuse également. L'association organise des initiations à la programmation et à l'intelligence artificielle auprès d'adolescentes,. Partie d'une dizaine de membres, l'association regroupe en 2023 plus de 13000 chercheuses, ingénieures ou autodidactes de l'IA réparties dans plus de 150 pays.
Par son implication dans la fondation de Women in AI, Moojan Asghari est régulièrement citée comme une des femmes influentes dans le domaine de l'intelligence artificielle. Dès 2018, elle est citée, à ce titre, comme faisant partie de centaines de « talents français [...] qui font avancer l'intelligence artificielle en France et dans le monde » dans une liste de la revue L'Usine nouvelle.
Moojan a été intervenante sur les biais sexistes de l'intelligence artificielle à Sciences-Po, et donne encore de nombreuses conférences à ce sujet.

### Opinion sur l'intelligence artificielle
Dans un portrait accordé à Le Temps en 2023, Moojan ne pense pas l'IA capable d'atteindre rapidement les capacités d'un être humain, mais « croit profondément » que cette dernière pourrait trouver des pistes dans la lutte contre le réchauffement climatique.

### Entrepreneuriat
En octobre 2020, elle crée la plateforme de développement personnel pour les femmes Thousand Eyes On Me dont elle est la PDG et Head of Product.
Elle lance en 2022 un club d'investissement, Thousand Faces, qui finance avec des jetons non fongibles des projets dirigés par des femmes ou œuvrant pour la sauvegarde de l'environnement.
D'abord admiratrice d'Elon Musk, elle a fini par le mépriser après son rachat de Twitter et l'annonce de l'organigramme majoritairement masculin de sa société en intelligence artificielle xAI,.